# Alte Brücke (Olten)
Pour les articles homonymes, voir Alte Brücke.

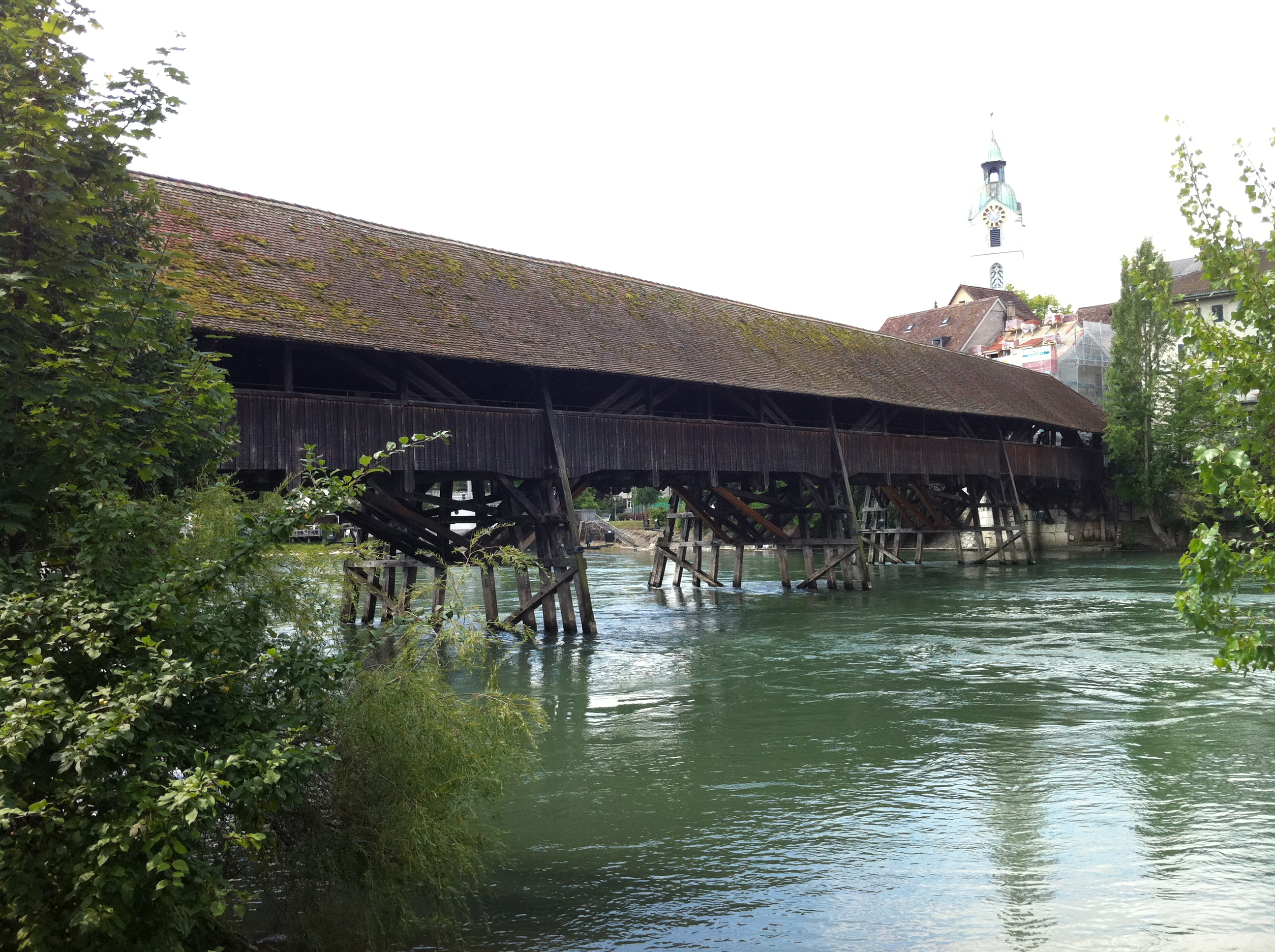
Vue du pont

Alte Brücke, littéralement Vieux pont, est un pont couvert en bois situé sur le territoire de la commune d'Olten, canton de Soleure, en Suisse.
Il est inscrit comme bien culturel suisse d'importance nationale.